# Carlos de Dios Murias
Carlos de Dios Murias, foi um frei franciscano, simpatizante da Teologia Latino-americana com a opção preferencial pelos pobres, que, em 1976, foi torturado e morto por agentes da Ditadura Militar na Argentina, liderados pelo General Luciano Benjamín Menéndez, na Província de La Rioja (Argentina).

## Biografia

### Primeiros anos e Ordenação Sacerdotal
Carlos Murias nasceu em 1945, em Córdoba, filho de um rico agente imobiliário que era um político muito conhecido na região. O pai pretendia que o filho seguisse uma carreira militar e o matriculou na Escola Militar, mas logo depois dos estudos, Carlos entrou no seminário e foi ordenado como sacerdote por Enrique Angelelli, Bispo de La Rioja, famoso pela sua "pastoral dos campesinos". 
Depois, ele foi enviado para realizar um trabalho pastoral junto com camponeses em uma pequena cidade chamada El Chamical, juntamente com o padre francês Rogelio Gabriel Longueville.

### Assassinato
Em 24 de março de 1976, ocorreu um Golpe Militar na Argentina, e Carlos Murias começou a ser ameaçado pelos militares que se opunham ao seu trabalho pastoral. No dia 18 de julho de 1976, Carlos foi preso juntamente com Gabriel Longueville e com o leigo Wenceslao Pedernera, na Base da Força Aérea de Chamical. Esta perseguição acontece, devido as novas linhas pastorais que o Bispo Enrique Angelelli estava tomando na Diocese de La Rioja, segundo as novas diretrizes da Igreja Católica com o Concílio do Vaticano II, que propôs uma linha de opção preferencial pelos pobres e suas lutas contra sistemas opressores.
Antes de ser fuzilado, teve seus olhos furados e as suas mãos cortadas. Dois dias depois o seu cadáver foi encontrado junto com o do Padre Gabriel. O leigo Wenceslao foi fuzilado uma semana depois. Seu funeral foi celebrado pelo Bispo Enrique Angelelli, que naquela oportunidade atacou os militares. 

### Julgamento dos assassinos e Beatificação
Duas semanas depois, Dom Angelelli morreu em decorrência de uma acidente automobilístico provocado por outro veículo. Em abril de 2008, Luis Fernando Estrella e Miguel Ricardo Pessetta, dois oficias aposentados da Força Aérea Argentina, foram presos por participação no assassinato dos padres Carlos Murias e Gabriel Longueville.
Em maio de 2011, o Arcebispo Metropolitano de Buenos Aires, Mário Jorge Bergoglio, que futuramente seria o Papa Francisco, assinou um documento em apoio à canonização (conhecido como "causa para a canonização") de Carlos Murias. O julgamento pelo homicídio de Murias e Longueville foi concluído em dezembro de 2012 com a condenação a prisão perpétua de Menéndez, Estrella e do policial Domingo Benito.
No dia 14 de maio de 2018, a comissão de teólogos da Congregação para as Causas dos Santos iniciou o trabalho que averiguava a beatificação de Dom Enrique Angelelli, Carlos de Dios Murias, Gabriel Longueville e Wenceslao Pedernera. O processo concluiu no dia 09 de junho de 2018, onde o Papa Francisco os declarou como mártires: Dom Enrique Angeleli, Carlos de Dios Murias, Gabriel Longueville e Wenceslao Pedernera .